# Maffeo Gherardi
Maffeo Gherardi, dit le cardinal de Venise (né en 1406 à Venise, Italie, alors dans la république de Venise, et mort à Terni, le 14 septembre 1492) est un cardinal italien de l'Église catholique. Il est membre de l'ordre des camaldules.

## Biographie
Gherardi est abbé de l'abbaye de S. Michele di Murano à Venise et est abbé général de son ordre. En 1467 il est élu patriarche de Venise.
Gherardi est créé cardinal par le pape Innocent VIII au consistoire du 9 mars 1489 sans être publié mais le pape déclare qu'il le sera au prochain consistoire et sinon doit être considéré publié (a priori avec le titre Ss. Sergio e Bacco). Il arrive à Rome après la mort du pape et le cardinal Giovanni Battista Orsini lui remet le titre de Ss. Nereo e Achilleo. Le cardinal Gherardi participe au conclave de 1492, lors duquel Alexandre VI est élu, mais meurt en retour à Venise.